# Пугачёвская улица (Минск)
Пугачёвская улица — улица в Советском районе Минска. Названа в честь Пугачёва.

## Описание
Улица расположенная недалеко от Комаровского рынка, в Советском районе, идущая от улицы Красной и заканчивающаяся тупиком через 353 метра. По её адресу расположены дома № 1, 3, 6, 7, 9, 10, 11, 20, 22, 24. По номерам 1, 7, 9 и 24 расположены жилые дома, № 6 колледж, № 3 — общежитие, № 20, 22 и 10 — детские сады. Улица Пугачёвская известна сквером перед МФЭК-ом (дом 17). Также между домами 11 и 9 расположено служебное здание без адреса. 

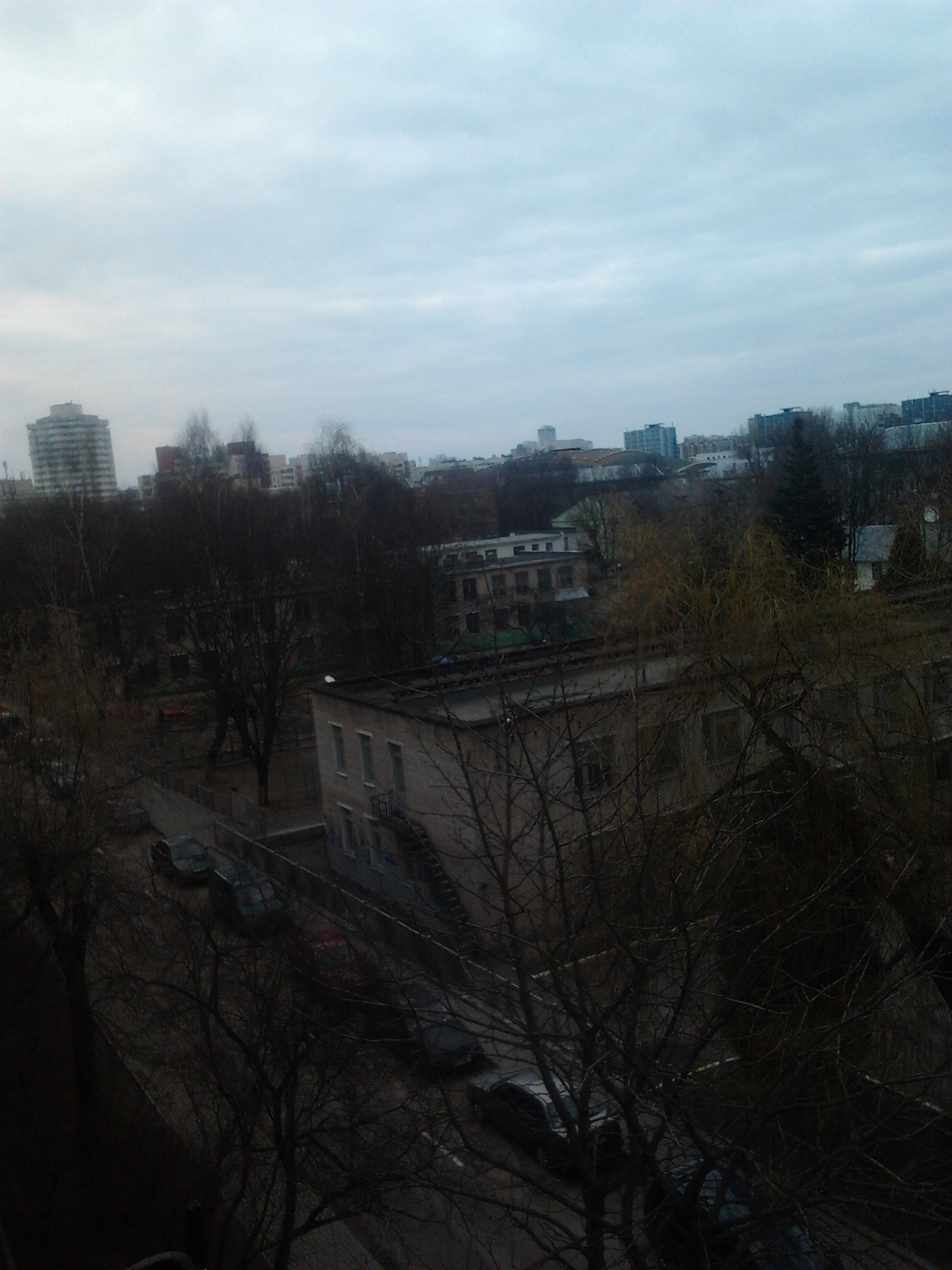
Вид на ул. Пугачёвскую из окна одного из жилых домов.